# Volta a Burgos de 2021
A 43.ª edição da Volta a Burgos é uma corrida de ciclismo de estrada por etapas que se celebra entre a 3 e a 7 de agosto de 2021 na província de Burgos na Espanha, com início na cidade de Burgos e final no porto de montanha de Lagoas de Neila sobre um percurso de 804 quilómetros.
A corrida faz parte do UCI ProSeries de 2021, calendário ciclístico mundial de segunda divisão, dentro da categoria UCI 2.pro. Também é uma prova pontuável para a Copa da Espanha de Ciclismo Profissional de 2021.

## Equipas participantes
Tomaram parte na corrida 21 equipas: 13 de categoria UCI WorldTeam e 8 de categoria UCI ProTeam. Formaram assim um pelotão de 146 ciclistas dos que acabaram xxx. As equipas participantes foram:
| Equipes WorldTeam (13)- Bahrain Victorious - Ineos Grenadiers - Movistar Team - Astana-Premier Tech - Bora-Hansgrohe - EF Education-Nippo - Groupama-FDJ - Israel Start-Up Nation - Team BikeExchange - UAE Team Emirates - Qhubeka NextHash - AG2R Citroën Team - Team DSM Equipes ProTeam (8)- Alpecin-Fenix - Burgos-BH - TotalEnergies - Arkéa-Samsic - Caja Rural-Seguros RGA - Equipo Kern Pharma - Euskaltel-Euskadi - Eolo-Kometa |
| |

## Percorrido
A Volta a Burgos dispôs de cinco etapas para um percurso total de 804 quilómetros.
| Etapa | Data   | Percurso                                                           | type            | Distância (km) | Vencedor              | Líder geral               |
| ----- | ------ | ------------------------------------------------------------------ | --------------- | -------------- | --------------------- | ------------------------- |
| 1     | 3 ago. | Burgos – Burgos                                                    | média montanha  | 161            | Edward Planckaert     | Edward Planckaert         |
| 2     | 4 ago. | Tardajos – Briviesca                                               | etapa escarpada | 175            | Juan Sebastián Molano | Gonzalo Serrano Rodríguez |
| 3     | 5 ago. | Busto de Bureba – Espinosa de los Monteros                         | alta montanha   | 173            | Romain Bardet         | Romain Bardet             |
| 4     | 6 ago. | Roa – Aranda do Douro                                              | etapa plana     | 149            | Juan Sebastián Molano | Romain Bardet             |
| 5     | 7 ago. | Comunero de Revenga – Parque natural das Lagoas Glaciares de Neila | alta montanha   | 146            | Hugh Carthy           | Mikel Landa               |

### 1.ª etapa
| Burgos - Burgos | média montanha | (161 km) |

| \| Classificação por etapas \| Classificação por etapas \| Classificação por etapas \| Classificação por etapas \| Classificação por etapas \| \| Ciclista \| Ciclista \| Equipe \| Tempo \| \| \| ------------------------ \| ------------------------- \| ------------------------ \| ------------------------ \| ------------------------ \| \| 1. \| Edward Planckaert \| Alpecin-Fenix \| 3h34m42s \| \| \| 2. \| Gonzalo Serrano Rodríguez \| Movistar Team \| + 0s \| \| \| 3. \| Vincenzo Albanese \| Eolo-Kometa \| + 1s \| \| \| 4. \| Santiago Buitrago \| Bahrain Victorious \| + 1s \| \| \| 5. \| Romain Bardet \| Team DSM \| + 3s \| \| \| 6. \| Robert Stannard \| BikeExchange \| + 9s \| \| \| 7. \| Miguel Flórez López \| Arkéa-Samsic \| + 9s \| \| \| 8. \| Jetse Bol \| Burgos-BH \| + 9s \| \| \| 9. \| Mikel Landa \| Bahrain Victorious \| + 9s \| \| \| 10. \| Kévin Ledanois \| Arkéa-Samsic \| + 9s \| \| |                           |                    |          |
| |                           |                    |          |
| Fonte: ProCyclingStats |                           |                    |          |
| Classificação por etapas |                           |                    |          |
| Ciclista | Ciclista                  | Equipe             | Tempo    |
| 1. | Edward Planckaert         | Alpecin-Fenix      | 3h34m42s |
| 2. | Gonzalo Serrano Rodríguez | Movistar Team      | + 0s     |
| 3. | Vincenzo Albanese         | Eolo-Kometa        | + 1s     |
| 4. | Santiago Buitrago         | Bahrain Victorious | + 1s     |
| 5. | Romain Bardet             | Team DSM           | + 3s     |
| 6. | Robert Stannard           | BikeExchange       | + 9s     |
| 7. | Miguel Flórez López       | Arkéa-Samsic       | + 9s     |
| 8. | Jetse Bol                 | Burgos-BH          | + 9s     |
| 9. | Mikel Landa               | Bahrain Victorious | + 9s     |
| 10. | Kévin Ledanois            | Arkéa-Samsic       | + 9s     |

| \| Classificação geral \| Classificação geral \| Classificação geral \| Classificação geral \| Classificação geral \| \| Ciclista \| Ciclista \| Equipe \| Tempo \| \| \| ------------------- \| ------------------------- \| ------------------- \| ------------------- \| ------------------- \| \| 1. \| Edward Planckaert \| Alpecin-Fenix \| 3h34m42s \| \| \| 2. \| Gonzalo Serrano Rodríguez \| Movistar Team \| + 0s \| \| \| 3. \| Vincenzo Albanese \| Eolo-Kometa \| + 1s \| \| \| 4. \| Santiago Buitrago \| Bahrain Victorious \| + 1s \| \| \| 5. \| Romain Bardet \| Team DSM \| + 3s \| \| \| 6. \| Robert Stannard \| BikeExchange \| + 9s \| \| \| 7. \| Miguel Flórez López \| Arkéa-Samsic \| + 9s \| \| \| 8. \| Jetse Bol \| Burgos-BH \| + 9s \| \| \| 9. \| Mikel Landa \| Bahrain Victorious \| + 9s \| \| \| 10. \| Kévin Ledanois \| Arkéa-Samsic \| + 9s \| \| |                           |                    |          |
| |                           |                    |          |
| Fonte: ProCyclingStats |                           |                    |          |
| Classificação geral |                           |                    |          |
| Ciclista | Ciclista                  | Equipe             | Tempo    |
| 1. | Edward Planckaert         | Alpecin-Fenix      | 3h34m42s |
| 2. | Gonzalo Serrano Rodríguez | Movistar Team      | + 0s     |
| 3. | Vincenzo Albanese         | Eolo-Kometa        | + 1s     |
| 4. | Santiago Buitrago         | Bahrain Victorious | + 1s     |
| 5. | Romain Bardet             | Team DSM           | + 3s     |
| 6. | Robert Stannard           | BikeExchange       | + 9s     |
| 7. | Miguel Flórez López       | Arkéa-Samsic       | + 9s     |
| 8. | Jetse Bol                 | Burgos-BH          | + 9s     |
| 9. | Mikel Landa               | Bahrain Victorious | + 9s     |
| 10. | Kévin Ledanois            | Arkéa-Samsic       | + 9s     |

### 2.ª etapa
| Tardajos - Briviesca | etapa escarpada | (175 km) |

| \| Classificação por etapas \| Classificação por etapas \| Classificação por etapas \| Classificação por etapas \| Classificação por etapas \| \| Ciclista \| Ciclista \| Equipe \| Tempo \| \| \| ------------------------ \| --------------------------- \| ------------------------ \| ------------------------ \| ------------------------ \| \| 1. \| Juan Sebastián Molano \| UAE Team Emirates \| 3h55m39s \| \| \| 2. \| Alberto Dainese \| Team DSM \| + 0s \| \| \| 3. \| Matteo Trentin \| UAE Team Emirates \| + 0s \| \| \| 4. \| Jordi Meeus \| Bora-Hansgrohe \| + 0s \| \| \| 5. \| Jon Aberasturi \| Caja Rural-Seguros RGA \| + 0s \| \| \| 6. \| Reinardt Janse van Rensburg \| Qhubeka NextHash \| + 0s \| \| \| 7. \| Itamar Einhorn \| Israel Start-Up Nation \| + 0s \| \| \| 8. \| Christopher Lawless \| TotalEnergies \| + 0s \| \| \| 9. \| Marc Sarreau \| AG2R Citroën Team \| + 0s \| \| \| 10. \| Gonzalo Serrano Rodríguez \| Movistar Team \| + 0s \| \| |                             |                        |          |
| |                             |                        |          |
| Fonte: ProCyclingStats |                             |                        |          |
| Classificação por etapas |                             |                        |          |
| Ciclista | Ciclista                    | Equipe                 | Tempo    |
| 1. | Juan Sebastián Molano       | UAE Team Emirates      | 3h55m39s |
| 2. | Alberto Dainese             | Team DSM               | + 0s     |
| 3. | Matteo Trentin              | UAE Team Emirates      | + 0s     |
| 4. | Jordi Meeus                 | Bora-Hansgrohe         | + 0s     |
| 5. | Jon Aberasturi              | Caja Rural-Seguros RGA | + 0s     |
| 6. | Reinardt Janse van Rensburg | Qhubeka NextHash       | + 0s     |
| 7. | Itamar Einhorn              | Israel Start-Up Nation | + 0s     |
| 8. | Christopher Lawless         | TotalEnergies          | + 0s     |
| 9. | Marc Sarreau                | AG2R Citroën Team      | + 0s     |
| 10. | Gonzalo Serrano Rodríguez   | Movistar Team          | + 0s     |

| \| Classificação geral \| Classificação geral \| Classificação geral \| Classificação geral \| Classificação geral \| \| Ciclista \| Ciclista \| Equipe \| Tempo \| \| \| ------------------- \| ------------------------- \| ---------------------- \| ------------------- \| ------------------- \| \| 1. \| Gonzalo Serrano Rodríguez \| Movistar Team \| 7h30m21s \| \| \| 2. \| Edward Planckaert \| Alpecin-Fenix \| + 0s \| \| \| 3. \| Vincenzo Albanese \| Eolo-Kometa \| + 1s \| \| \| 4. \| Santiago Buitrago \| Bahrain Victorious \| + 1s \| \| \| 5. \| Romain Bardet \| Team DSM \| + 3s \| \| \| 6. \| Robert Stannard \| BikeExchange \| + 9s \| \| \| 7. \| Jetse Bol \| Burgos-BH \| + 9s \| \| \| 8. \| Mikel Landa \| Bahrain Victorious \| + 9s \| \| \| 9. \| Miguel Flórez López \| Arkéa-Samsic \| + 9s \| \| \| 10. \| Jonathan Lastra \| Caja Rural-Seguros RGA \| + 9s \| \| |                           |                        |          |
| |                           |                        |          |
| Fonte: ProCyclingStats |                           |                        |          |
| Classificação geral |                           |                        |          |
| Ciclista | Ciclista                  | Equipe                 | Tempo    |
| 1. | Gonzalo Serrano Rodríguez | Movistar Team          | 7h30m21s |
| 2. | Edward Planckaert         | Alpecin-Fenix          | + 0s     |
| 3. | Vincenzo Albanese         | Eolo-Kometa            | + 1s     |
| 4. | Santiago Buitrago         | Bahrain Victorious     | + 1s     |
| 5. | Romain Bardet             | Team DSM               | + 3s     |
| 6. | Robert Stannard           | BikeExchange           | + 9s     |
| 7. | Jetse Bol                 | Burgos-BH              | + 9s     |
| 8. | Mikel Landa               | Bahrain Victorious     | + 9s     |
| 9. | Miguel Flórez López       | Arkéa-Samsic           | + 9s     |
| 10. | Jonathan Lastra           | Caja Rural-Seguros RGA | + 9s     |

### 3.ª etapa
| Busto de Bureba - Espinosa de los Monteros | alta montanha | (173 km) |

| \| Classificação por etapas \| Classificação por etapas \| Classificação por etapas \| Classificação por etapas \| Classificação por etapas \| \| Ciclista \| Ciclista \| Equipe \| Tempo \| \| \| ------------------------ \| ---------------------------- \| ------------------------ \| ------------------------ \| ------------------------ \| \| 1. \| Romain Bardet \| Team DSM \| 4h14m14s \| \| \| 2. \| Domenico Pozzovivo \| Qhubeka NextHash \| + 39s \| \| \| 3. \| Mikel Landa \| Bahrain Victorious \| + 39s \| \| \| 4. \| Mikel Nieve \| BikeExchange \| + 39s \| \| \| 5. \| Tobias Bayer \| Alpecin-Fenix \| + 50s \| \| \| 6. \| Mark Padun \| Bahrain Victorious \| + 50s \| \| \| 7. \| Fabio Aru \| Qhubeka NextHash \| + 50s \| \| \| 8. \| Aleksandr Vlasov \| Astana-Premier Tech \| + 50s \| \| \| 9. \| David de la Cruz \| UAE Team Emirates \| + 50s \| \| \| 10. \| Óscar Rodríguez Garaicoechea \| Astana-Premier Tech \| + 50s \| \| |                              |                     |          |
| |                              |                     |          |
| Fonte: ProCyclingStats |                              |                     |          |
| Classificação por etapas |                              |                     |          |
| Ciclista | Ciclista                     | Equipe              | Tempo    |
| 1. | Romain Bardet                | Team DSM            | 4h14m14s |
| 2. | Domenico Pozzovivo           | Qhubeka NextHash    | + 39s    |
| 3. | Mikel Landa                  | Bahrain Victorious  | + 39s    |
| 4. | Mikel Nieve                  | BikeExchange        | + 39s    |
| 5. | Tobias Bayer                 | Alpecin-Fenix       | + 50s    |
| 6. | Mark Padun                   | Bahrain Victorious  | + 50s    |
| 7. | Fabio Aru                    | Qhubeka NextHash    | + 50s    |
| 8. | Aleksandr Vlasov             | Astana-Premier Tech | + 50s    |
| 9. | David de la Cruz             | UAE Team Emirates   | + 50s    |
| 10. | Óscar Rodríguez Garaicoechea | Astana-Premier Tech | + 50s    |

| \| Classificação geral \| Classificação geral \| Classificação geral \| Classificação geral \| Classificação geral \| \| Ciclista \| Ciclista \| Equipe \| Tempo \| \| \| ------------------- \| ------------------- \| ------------------- \| ------------------- \| ------------------- \| \| 1. \| Romain Bardet \| Team DSM \| 12h22m00s \| \| \| 2. \| Mikel Landa \| Bahrain Victorious \| + 45s \| \| \| 3. \| Domenico Pozzovivo \| Qhubeka NextHash \| + 58s \| \| \| 4. \| Fabio Aru \| Qhubeka NextHash \| + 1m00s \| \| \| 5. \| David de la Cruz \| UAE Team Emirates \| + 1m00s \| \| \| 6. \| Geoffrey Bouchard \| AG2R Citroën Team \| + 1m00s \| \| \| 7. \| Mark Padun \| Bahrain Victorious \| + 1m05s \| \| \| 8. \| Pavel Sivakov \| Ineos Grenadiers \| + 1m07s \| \| \| 9. \| Santiago Buitrago \| Bahrain Victorious \| + 1m36s \| \| \| 10. \| Jaakko Hänninen \| AG2R Citroën Team \| + 1m45s \| \| |                    |                    |           |
| |                    |                    |           |
| Fonte: ProCyclingStats |                    |                    |           |
| Classificação geral |                    |                    |           |
| Ciclista | Ciclista           | Equipe             | Tempo     |
| 1. | Romain Bardet      | Team DSM           | 12h22m00s |
| 2. | Mikel Landa        | Bahrain Victorious | + 45s     |
| 3. | Domenico Pozzovivo | Qhubeka NextHash   | + 58s     |
| 4. | Fabio Aru          | Qhubeka NextHash   | + 1m00s   |
| 5. | David de la Cruz   | UAE Team Emirates  | + 1m00s   |
| 6. | Geoffrey Bouchard  | AG2R Citroën Team  | + 1m00s   |
| 7. | Mark Padun         | Bahrain Victorious | + 1m05s   |
| 8. | Pavel Sivakov      | Ineos Grenadiers   | + 1m07s   |
| 9. | Santiago Buitrago  | Bahrain Victorious | + 1m36s   |
| 10. | Jaakko Hänninen    | AG2R Citroën Team  | + 1m45s   |

### 4.ª etapa
| Roa - Aranda do Douro | etapa plana | (149 km) |

| \| Classificação por etapas \| Classificação por etapas \| Classificação por etapas \| Classificação por etapas \| Classificação por etapas \| \| Ciclista \| Ciclista \| Equipe \| Tempo \| \| \| ------------------------ \| ------------------------- \| ------------------------ \| ------------------------ \| ------------------------ \| \| 1. \| Juan Sebastián Molano \| UAE Team Emirates \| 3h20m28s \| \| \| 2. \| Jon Aberasturi \| Caja Rural-Seguros RGA \| + 0s \| \| \| 3. \| Vincenzo Albanese \| Eolo-Kometa \| + 0s \| \| \| 4. \| Matteo Trentin \| UAE Team Emirates \| + 0s \| \| \| 5. \| Jordi Meeus \| Bora-Hansgrohe \| + 0s \| \| \| 6. \| Marc Sarreau \| AG2R Citroën Team \| + 0s \| \| \| 7. \| Sacha Modolo \| Alpecin-Fenix \| + 0s \| \| \| 8. \| Gonzalo Serrano Rodríguez \| Movistar Team \| + 0s \| \| \| 9. \| Itamar Einhorn \| Israel Start-Up Nation \| + 0s \| \| \| 10. \| José Joaquín Rojas \| Movistar Team \| + 0s \| \| |                           |                        |          |
| |                           |                        |          |
| Fonte: ProCyclingStats |                           |                        |          |
| Classificação por etapas |                           |                        |          |
| Ciclista | Ciclista                  | Equipe                 | Tempo    |
| 1. | Juan Sebastián Molano     | UAE Team Emirates      | 3h20m28s |
| 2. | Jon Aberasturi            | Caja Rural-Seguros RGA | + 0s     |
| 3. | Vincenzo Albanese         | Eolo-Kometa            | + 0s     |
| 4. | Matteo Trentin            | UAE Team Emirates      | + 0s     |
| 5. | Jordi Meeus               | Bora-Hansgrohe         | + 0s     |
| 6. | Marc Sarreau              | AG2R Citroën Team      | + 0s     |
| 7. | Sacha Modolo              | Alpecin-Fenix          | + 0s     |
| 8. | Gonzalo Serrano Rodríguez | Movistar Team          | + 0s     |
| 9. | Itamar Einhorn            | Israel Start-Up Nation | + 0s     |
| 10. | José Joaquín Rojas        | Movistar Team          | + 0s     |

| \| Classificação geral \| Classificação geral \| Classificação geral \| Classificação geral \| Classificação geral \| \| Ciclista \| Ciclista \| Equipe \| Tempo \| \| \| ------------------- \| ------------------- \| ------------------- \| ------------------- \| ------------------- \| \| 1. \| Romain Bardet \| Team DSM \| 15h05m06s \| \| \| 2. \| Mikel Landa \| Bahrain Victorious \| + 45s \| \| \| 3. \| David de la Cruz \| UAE Team Emirates \| + 1m00s \| \| \| 4. \| Fabio Aru \| Qhubeka NextHash \| + 1m00s \| \| \| 5. \| Mark Padun \| Bahrain Victorious \| + 1m05s \| \| \| 6. \| Pavel Sivakov \| Ineos Grenadiers \| + 1m07s \| \| \| 7. \| Geoffrey Bouchard \| AG2R Citroën Team \| + 1m08s \| \| \| 8. \| Domenico Pozzovivo \| Qhubeka NextHash \| + 1m18s \| \| \| 9. \| Santiago Buitrago \| Bahrain Victorious \| + 1m41s \| \| \| 10. \| Jaakko Hänninen \| AG2R Citroën Team \| + 1m53s \| \| |                    |                    |           |
| |                    |                    |           |
| Fonte: ProCyclingStats |                    |                    |           |
| Classificação geral |                    |                    |           |
| Ciclista | Ciclista           | Equipe             | Tempo     |
| 1. | Romain Bardet      | Team DSM           | 15h05m06s |
| 2. | Mikel Landa        | Bahrain Victorious | + 45s     |
| 3. | David de la Cruz   | UAE Team Emirates  | + 1m00s   |
| 4. | Fabio Aru          | Qhubeka NextHash   | + 1m00s   |
| 5. | Mark Padun         | Bahrain Victorious | + 1m05s   |
| 6. | Pavel Sivakov      | Ineos Grenadiers   | + 1m07s   |
| 7. | Geoffrey Bouchard  | AG2R Citroën Team  | + 1m08s   |
| 8. | Domenico Pozzovivo | Qhubeka NextHash   | + 1m18s   |
| 9. | Santiago Buitrago  | Bahrain Victorious | + 1m41s   |
| 10. | Jaakko Hänninen    | AG2R Citroën Team  | + 1m53s   |

### 5.ª etapa
| Comunero de Revenga - Parque natural das Lagoas Glaciares de Neila | alta montanha | (146 km) |

| \| Classificação por etapas \| Classificação por etapas \| Classificação por etapas \| Classificação por etapas \| Classificação por etapas \| \| Ciclista \| Ciclista \| Equipe \| Tempo \| \| \| ------------------------ \| ------------------------ \| ------------------------ \| ------------------------ \| ------------------------ \| \| 1. \| Hugh Carthy \| EF Education-Nippo \| 3h23m53s \| \| \| 2. \| Einer Rubio \| Movistar Team \| + 5s \| \| \| 3. \| Simon Yates \| BikeExchange \| + 7s \| \| \| 4. \| Egan Bernal \| Ineos Grenadiers \| + 13s \| \| \| 5. \| Jay Vine \| Alpecin-Fenix \| + 14s \| \| \| 6. \| Mikel Landa \| Bahrain Victorious \| + 16s \| \| \| 7. \| Santiago Buitrago \| Bahrain Victorious \| + 29s \| \| \| 8. \| Fabio Aru \| Qhubeka NextHash \| + 37s \| \| \| 9. \| Mark Padun \| Bahrain Victorious \| + 39s \| \| \| 10. \| Mikel Bizkarra \| Euskaltel-Euskadi \| + 43s \| \| |                   |                    |          |
| |                   |                    |          |
| Fonte: ProCyclingStats |                   |                    |          |
| Classificação por etapas |                   |                    |          |
| Ciclista | Ciclista          | Equipe             | Tempo    |
| 1. | Hugh Carthy       | EF Education-Nippo | 3h23m53s |
| 2. | Einer Rubio       | Movistar Team      | + 5s     |
| 3. | Simon Yates       | BikeExchange       | + 7s     |
| 4. | Egan Bernal       | Ineos Grenadiers   | + 13s    |
| 5. | Jay Vine          | Alpecin-Fenix      | + 14s    |
| 6. | Mikel Landa       | Bahrain Victorious | + 16s    |
| 7. | Santiago Buitrago | Bahrain Victorious | + 29s    |
| 8. | Fabio Aru         | Qhubeka NextHash   | + 37s    |
| 9. | Mark Padun        | Bahrain Victorious | + 39s    |
| 10. | Mikel Bizkarra    | Euskaltel-Euskadi  | + 43s    |

## Classificações finais
- As classificações finalizaram da seguinte forma:[4]

### Classificação geral
| \| Classificação geral \| Classificação geral \| Classificação geral \| Classificação geral \| Classificação geral \| \| Ciclista \| Ciclista \| Equipe \| Tempo \| \| \| ------------------- \| --------------------- \| ------------------- \| ------------------- \| ------------------- \| \| 1. \| Mikel Landa \| Bahrain Victorious \| 18h30m00s \| \| \| 2. \| Fabio Aru \| Qhubeka NextHash \| + 36s \| \| \| 3. \| Mark Padun \| Bahrain Victorious \| + 43s \| \| \| 4. \| Pavel Sivakov \| Ineos Grenadiers \| + 49s \| \| \| 5. \| David de la Cruz \| UAE Team Emirates \| + 51s \| \| \| 6. \| Romain Bardet \| Team DSM \| + 53s \| \| \| 7. \| Einer Rubio \| Movistar Team \| + 58s \| \| \| 8. \| Santiago Buitrago \| Bahrain Victorious \| + 1m09s \| \| \| 9. \| Geoffrey Bouchard \| AG2R Citroën Team \| + 1m21s \| \| \| 10. \| Sébastien Reichenbach \| Groupama-FDJ \| + 1m39s \| \| |                       |                    |           |
| |                       |                    |           |
| Fonte: ProCyclingStats |                       |                    |           |
| Classificação geral |                       |                    |           |
| Ciclista | Ciclista              | Equipe             | Tempo     |
| 1. | Mikel Landa           | Bahrain Victorious | 18h30m00s |
| 2. | Fabio Aru             | Qhubeka NextHash   | + 36s     |
| 3. | Mark Padun            | Bahrain Victorious | + 43s     |
| 4. | Pavel Sivakov         | Ineos Grenadiers   | + 49s     |
| 5. | David de la Cruz      | UAE Team Emirates  | + 51s     |
| 6. | Romain Bardet         | Team DSM           | + 53s     |
| 7. | Einer Rubio           | Movistar Team      | + 58s     |
| 8. | Santiago Buitrago     | Bahrain Victorious | + 1m09s   |
| 9. | Geoffrey Bouchard     | AG2R Citroën Team  | + 1m21s   |
| 10. | Sébastien Reichenbach | Groupama-FDJ       | + 1m39s   |

### Classificação da montanha
| Classificação da montanha | Classificação da montanha | Classificação da montanha | Classificação da montanha | Classificação da montanha |
| Ciclista                  | Ciclista                  | Equipe                    | Pontos                    |                           |
| ------------------------- | ------------------------- | ------------------------- | ------------------------- | ------------------------- |
| 1.                        | Romain Bardet             | Team DSM                  | 30 pts                    |                           |
| 2.                        | Hugh Carthy               | EF Education-Nippo        | 30 pts                    |                           |
| 3.                        | Mikel Landa               | Bahrain Victorious        | 30 pts                    |                           |
| 4.                        | Einer Rubio               | Movistar Team             | 25 pts                    |                           |
| 5.                        | Geoffrey Bouchard         | AG2R Citroën Team         | 25 pts                    |                           |

### Classificação por pontos
| Classificação por pontos | Classificação por pontos | Classificação por pontos | Classificação por pontos | Classificação por pontos |
| Ciclista                 | Ciclista                 | Equipe                   | Pontos                   |                          |
| ------------------------ | ------------------------ | ------------------------ | ------------------------ | ------------------------ |
| 1.                       | Juan Sebastián Molano    | UAE Team Emirates        | 50 pts                   |                          |
| 2.                       | Romain Bardet            | Team DSM                 | 37 pts                   |                          |
| 3.                       | Mikel Landa              | Bahrain Victorious       | 33 pts                   |                          |
| 4.                       | Vincenzo Albanese        | Eolo-Kometa              | 32 pts                   |                          |
| 5.                       | Jon Aberasturi           | Caja Rural-Seguros RGA   | 32 pts                   |                          |

### Classificação dos jovens
| Classificação dos jovens | Classificação dos jovens | Classificação dos jovens | Classificação dos jovens | Classificação dos jovens |
| Ciclista                 | Ciclista                 | Equipe                   | Tempo                    |                          |
| ------------------------ | ------------------------ | ------------------------ | ------------------------ | ------------------------ |
| 1.                       | Einer Rubio              | Movistar Team            | 18h30m58s                |                          |
| 2.                       | Santiago Buitrago        | Bahrain Victorious       | + 11s                    |                          |
| 3.                       | Andrés Camilo Ardila     | UAE Team Emirates        | + 1m44s                  |                          |
| 4.                       | Tobias Bayer             | Alpecin-Fenix            | + 3m42s                  |                          |
| 5.                       | Roger Adrià              | Equipo Kern Pharma       | + 3m42s                  |                          |

### Classificação por equipas
| Classificação por equipes | Classificação por equipes | Classificação por equipes | Classificação por equipes |
| Equipe                    | Equipe                    | Tempo                     |                           |
| ------------------------- | ------------------------- | ------------------------- | ------------------------- |
| 1.                        | Bahrain Victorious        | 55h31m44s                 |                           |
| 2.                        | Astana-Premier Tech       | + 7m40s                   |                           |
| 3.                        | Movistar Team             | + 8m53s                   |                           |
| 4.                        | UAE Team Emirates         | + 8m57s                   |                           |
| 5.                        | AG2R Citroën Team         | + 9m44s                   |                           |

## Evolução das classificações
| Etapa                 | Vencedor          | Classificação geral | Classificação da montanha | Classificação por pontos | Classificação dos jovens | Classificação por equipas |
| --------------------- | ----------------- | ------------------- | ------------------------- | ------------------------ | ------------------------ | ------------------------- |
| 1.ª                   | Edward Planckaert | Edward Planckaert   | Edward Planckaert         | Edward Planckaert        | Santiago Buitrago        | Bahrain Victorious        |
| 2.ª                   |                   |                     |                           |                          |                          |                           |
| 3.ª                   |                   |                     |                           |                          |                          |                           |
| 4.ª                   |                   |                     |                           |                          |                          |                           |
| 5.ª                   |                   |                     |                           |                          |                          |                           |
| Classificações finais |                   |                     |                           |                          |                          |                           |

## Ciclistas participantes e posições finais
| Bahrain Victorious TBV | Bahrain Victorious TBV  | Bahrain Victorious TBV |
| ---------------------- | ----------------------- | ---------------------- |
| Num                    | Ciclista                | Pos                    |
| 1                      | Mikel Landa (ESP)       | 1.                     |
| 2                      | Yukiya Arashiro (JPN)   | 98.                    |
| 3                      | Damiano Caruso (ITA)    | 13.                    |
| 4                      | Santiago Buitrago (COL) | 8.                     |
| 5                      | Gino Mäder (SUI)        | 60.                    |
| 6                      | Mark Padun (UKR)        | 3.                     |
| 7                      | Stephen Williams (GBR)  | 114.                   |

| Ineos Grenadiers IGD | Ineos Grenadiers IGD         | Ineos Grenadiers IGD |
| -------------------- | ---------------------------- | -------------------- |
| Num                  | Ciclista                     | Pos                  |
| 11                   | Egan Bernal (COL)            | 38.                  |
| 12                   | Adam Yates (GBR)             | 96.                  |
| 13                   | Carlos Rodríguez (ESP)       | 94.                  |
| 14                   | Jhonatan Narváez (ECU)       | 90.                  |
| 15                   | Salvatore Puccio (ITA)       | 106.                 |
| 16                   | Pavel Sivakov (RUS)          | 4.                   |
| 17                   | Daniel Felipe Martínez (COL) | NP-4                 |

| Movistar Team MOV | Movistar Team MOV               | Movistar Team MOV |
| ----------------- | ------------------------------- | ----------------- |
| Num               | Ciclista                        | Pos               |
| 21                | Johan Jacobs (SUI)              | 72.               |
| 22                | Gregor Mühlberger (AUT)         | NP-5              |
| 23                | Nelson Oliveira (POR)           | NP-5              |
| 24                | Antonio Pedrero (ESP)           | 55.               |
| 25                | José Joaquín Rojas (ESP)        | 44.               |
| 26                | Einer Rubio (COL)               | 7.                |
| 27                | Gonzalo Serrano Rodríguez (ESP) | 40.               |

| Astana-Premier Tech APT | Astana-Premier Tech APT            | Astana-Premier Tech APT |
| ----------------------- | ---------------------------------- | ----------------------- |
| Num                     | Ciclista                           | Pos                     |
| 31                      | Luis León Sánchez (ESP)            | 30.                     |
| 32                      | Gorka Izagirre (ESP)               | 37.                     |
| 33                      | Rodrigo Contreras (COL)            | 42.                     |
| 34                      | Óscar Rodríguez Garaicoechea (ESP) | 21.                     |
| 35                      | Yuriy Natarov (KAZ)                | 35.                     |
| 36                      | Harold Tejada (COL)                | 65.                     |
| 37                      | Aleksandr Vlasov (RUS)             | 34.                     |

| Bora-Hansgrohe BOH | Bora-Hansgrohe BOH     | Bora-Hansgrohe BOH |
| ------------------ | ---------------------- | ------------------ |
| Num                | Ciclista               | Pos                |
| 41                 | Cesare Benedetti (POL) | 87.                |
| 42                 | Marcus Burghardt (GER) | 101.               |
| 43                 | Patrick Gamper (AUT)   | 51.                |
| 45                 | Jordi Meeus (BEL)      | 112.               |
| 46                 | Daniel Oss (ITA)       | 119.               |
| 47                 | Ben Zwiehoff (GER)     | 19.                |

| EF Education-Nippo EFN | EF Education-Nippo EFN | EF Education-Nippo EFN |
| ---------------------- | ---------------------- | ---------------------- |
| Num                    | Ciclista               | Pos                    |
| 51                     | Hugh Carthy (GBR)      | 41.                    |
| 52                     | William Barta (USA)    | 74.                    |
| 53                     | Jonathan Caicedo (ECU) | 77.                    |
| 54                     | Simon Carr (GBR)       | 93.                    |
| 55                     | Lawson Craddock (USA)  | 75.                    |
| 56                     | Jens Keukeleire (BEL)  | 57.                    |
| 57                     | Hideto Nakane (JPN)    | 104.                   |

| Groupama-FDJ GFC | Groupama-FDJ GFC              | Groupama-FDJ GFC |
| ---------------- | ----------------------------- | ---------------- |
| Num              | Ciclista                      | Pos              |
| 61               | Alexys Brunel (FRA)           | 92.              |
| 62               | Kevin Geniets (LUX) (estrada) | 39.              |
| 63               | Mathieu Ladagnous (FRA)       | 115.             |
| 64               | Sébastien Reichenbach (SUI)   | 10.              |
| 65               | Anthony Roux (FRA)            | 99.              |
| 66               | Lars van den Berg (NED)       | 36.              |
| 67               | Reuben Thompson (NZL)         | 83.              |

| Israel Start-Up Nation ISN | Israel Start-Up Nation ISN | Israel Start-Up Nation ISN |
| -------------------------- | -------------------------- | -------------------------- |
| Num                        | Ciclista                   | Pos                        |
| 71                         | Alexander Cataford (CAN)   | 84.                        |
| 72                         | Itamar Einhorn (ISR)       | 123.                       |
| 73                         | Krists Neilands (LAT)      | DNF-3                      |
| 74                         | Guy Niv (ISR)              | 118.                       |
| 75                         | James Piccoli (CAN)        | 18.                        |
| 76                         | Mads Würtz (DEN) (estrada) | 29.                        |
| 77                         | Sep Vanmarcke (BEL)        | 66.                        |

| BikeExchange BEX | BikeExchange BEX      | BikeExchange BEX |
| ---------------- | --------------------- | ---------------- |
| Num              | Ciclista              | Pos              |
| 81               | Simon Yates (GBR)     | 33.              |
| 82               | Mikel Nieve (ESP)     | 52.              |
| 83               | Sam Bewley (NZL)      | DNF-1            |
| 84               | Choon Huat Goh (SGP)  | DNF-1            |
| 85               | Damien Howson (AUS)   | 116.             |
| 86               | Robert Stannard (AUS) | 70.              |
| 87               | Andrey Zeits (KAZ)    | 43.              |

| UAE Team Emirates UAD | UAE Team Emirates UAD       | UAE Team Emirates UAD |
| --------------------- | --------------------------- | --------------------- |
| Num                   | Ciclista                    | Pos                   |
| 91                    | David de la Cruz (ESP)      | 5.                    |
| 92                    | Andrés Camilo Ardila (COL)  | 11.                   |
| 93                    | Finn Fisher-Black (NZL)     | 76.                   |
| 94                    | Juan Sebastián Molano (COL) | 111.                  |
| 95                    | Cristian Camilo Muñoz (COL) | 69.                   |
| 96                    | Matteo Trentin (ITA)        | 81.                   |
| 97                    | Joe Dombrowski (USA)        | 100.                  |

| Qhubeka NextHash TQA | Qhubeka NextHash TQA              | Qhubeka NextHash TQA |
| -------------------- | --------------------------------- | -------------------- |
| Num                  | Ciclista                          | Pos                  |
| 101                  | Fabio Aru (ITA)                   | 2.                   |
| 102                  | Sander Armée (BEL)                | NP-5                 |
| 103                  | Bert-Jan Lindeman (NED)           | 108.                 |
| 104                  | Domenico Pozzovivo (ITA)          | NP-5                 |
| 105                  | Dylan Sunderland (AUS)            | 117.                 |
| 106                  | Reinardt Janse van Rensburg (RSA) | 85.                  |
| 107                  | Emil Vinjebo (DEN)                | DNF-2                |

| AG2R Citroën Team ACT | AG2R Citroën Team ACT   | AG2R Citroën Team ACT |
| --------------------- | ----------------------- | --------------------- |
| Num                   | Ciclista                | Pos                   |
| 111                   | François Bidard (FRA)   | 48.                   |
| 112                   | Geoffrey Bouchard (FRA) | 9.                    |
| 113                   | Lilian Calmejane (FRA)  | 27.                   |
| 114                   | Mikaël Cherel (FRA)     | 28.                   |
| 115                   | Jaakko Hänninen (FIN)   | NP-5                  |
| 116                   | Marc Sarreau (FRA)      | DNF-5                 |
| 117                   | Damien Touzé (FRA)      | 58.                   |

| Team DSM DSM | Team DSM DSM          | Team DSM DSM |
| ------------ | --------------------- | ------------ |
| Num          | Ciclista              | Pos          |
| 121          | Romain Bardet (FRA)   | 6.           |
| 122          | Thymen Arensman (NED) | 23.          |
| 123          | Alberto Dainese (ITA) | DNF-5        |
| 124          | Nico Denz (GER)       | DNF-5        |
| 125          | Chad Haga (USA)       | 61.          |
| 126          | Chris Hamilton (AUS)  | 82.          |
| 127          | Martijn Tusveld (NED) | 24.          |

| Alpecin-Fenix AFC | Alpecin-Fenix AFC       | Alpecin-Fenix AFC |
| ----------------- | ----------------------- | ----------------- |
| Num               | Ciclista                | Pos               |
| 131               | Jay Vine (AUS)          | 105.              |
| 132               | Floris De Tier (BEL)    | 49.               |
| 133               | Tobias Bayer (AUT)      | 14.               |
| 134               | Lionel Taminiaux (BEL)  | DNF-1             |
| 135               | Edward Planckaert (BEL) | 88.               |
| 136               | Sacha Modolo (ITA)      | 122.              |
| 137               | Scott Thwaites (GBR)    | 97.               |

| Burgos-BH BBH | Burgos-BH BBH        | Burgos-BH BBH |
| ------------- | -------------------- | ------------- |
| Num           | Ciclista             | Pos           |
| 141           | Ángel Madrazo (ESP)  | 20.           |
| 142           | Daniel Navarro (ESP) | DNF-3         |
| 143           | Mario Aparicio (ESP) | 102.          |
| 144           | Jetse Bol (NED)      | 17.           |
| 145           | Carlos Canal (ESP)   | 113.          |
| 146           | Diego Rubio (ESP)    | 95.           |
| 147           | Óscar Cabedo (ESP)   | 80.           |

| TotalEnergies TDE | TotalEnergies TDE         | TotalEnergies TDE |
| ----------------- | ------------------------- | ----------------- |
| Num               | Ciclista                  | Pos               |
| 151               | Jérémy Cabot (FRA)        | DNF-4             |
| 152               | Víctor de la Parte (ESP)  | 25.               |
| 153               | Marlon Gaillard (FRA)     | 64.               |
| 154               | Damien Gaudin (FRA)       | DNF-5             |
| 155               | Christopher Lawless (GBR) | 120.              |
| 156               | Florian Maitre (FRA)      | 103.              |
| 157               | Adrien Petit (FRA)        | DNF-5             |

| Arkéa-Samsic ARK | Arkéa-Samsic ARK          | Arkéa-Samsic ARK |
| ---------------- | ------------------------- | ---------------- |
| Num              | Ciclista                  | Pos              |
| 161              | Winner Anacona (COL)      | 45.              |
| 162              | Diego Rosa (ITA)          | DNF-3            |
| 163              | Thomas Boudat (FRA)       | 121.             |
| 164              | Miguel Flórez López (COL) | 12.              |
| 165              | Matis Louvel (FRA)        | 54.              |
| 166              | Łukasz Owsian (POL)       | 71.              |
| 167              | Kévin Ledanois (FRA)      | 56.              |

| Caja Rural-Seguros RGA CJR | Caja Rural-Seguros RGA CJR | Caja Rural-Seguros RGA CJR |
| -------------------------- | -------------------------- | -------------------------- |
| Num                        | Ciclista                   | Pos                        |
| 171                        | Jon Aberasturi (ESP)       | 107.                       |
| 172                        | Julen Amézqueta (ESP)      | 73.                        |
| 173                        | Álvaro Cuadros (ESP)       | 78.                        |
| 174                        | Jonathan Lastra (ESP)      | 26.                        |
| 175                        | Oier Lazkano (ESP)         | 91.                        |
| 176                        | Sergio Martín (ESP)        | 67.                        |
| 177                        | Jokin Murguialday (ESP)    | 47.                        |

| Equipo Kern Pharma EKP | Equipo Kern Pharma EKP     | Equipo Kern Pharma EKP |
| ---------------------- | -------------------------- | ---------------------- |
| Num                    | Ciclista                   | Pos                    |
| 181                    | Urko Berrade (ESP)         | 16.                    |
| 182                    | Roger Adrià (ESP)          | 15.                    |
| 183                    | Raúl García Pierna (ESP)   | 124.                   |
| 184                    | Francisco Galván (ESP)     | 86.                    |
| 185                    | Jon Agirre (ESP)           | 63.                    |
| 186                    | Carlos García Pierna (ESP) | 50.                    |
| 187                    | Álex Jaime (ESP)           | 109.                   |

| Euskaltel-Euskadi EUS | Euskaltel-Euskadi EUS     | Euskaltel-Euskadi EUS |
| --------------------- | ------------------------- | --------------------- |
| Num                   | Ciclista                  | Pos                   |
| 191                   | Mikel Alonso Flores (ESP) | 125.                  |
| 192                   | Mikel Bizkarra (ESP)      | 59.                   |
| 193                   | Mikel Iturria (ESP)       | 22.                   |
| 194                   | Joan Bou (ESP)            | 31.                   |
| 195                   | Gotzon Martín (ESP)       | 53.                   |
| 196                   | Unai Cuadrado (ESP)       | 46.                   |
| 197                   | Luis Ángel Maté (ESP)     | 68.                   |

| Eolo-Kometa EOK | Eolo-Kometa EOK           | Eolo-Kometa EOK |
| --------------- | ------------------------- | --------------- |
| Num             | Ciclista                  | Pos             |
| 201             | Francesco Gavazzi (ITA)   | DNF-4           |
| 202             | Diego Pablo Sevilla (ESP) | 126.            |
| 203             | Vincenzo Albanese (ITA)   | 62.             |
| 204             | Alejandro Ropero (ESP)    | 89.             |
| 205             | Márton Dina (HUN)         | 110.            |
| 206             | Mark Christian (GBR)      | 32.             |
| 207             | Sergio García (ESP)       | 79.             |

| Bahrain Victorious TBV | Bahrain Victorious TBV  | Bahrain Victorious TBV |
| ---------------------- | ----------------------- | ---------------------- |
| Num                    | Ciclista                | Pos                    |
| 1                      | Mikel Landa (ESP)       | 1.                     |
| 2                      | Yukiya Arashiro (JPN)   | 98.                    |
| 3                      | Damiano Caruso (ITA)    | 13.                    |
| 4                      | Santiago Buitrago (COL) | 8.                     |
| 5                      | Gino Mäder (SUI)        | 60.                    |
| 6                      | Mark Padun (UKR)        | 3.                     |
| 7                      | Stephen Williams (GBR)  | 114.                   |

| Ineos Grenadiers IGD | Ineos Grenadiers IGD         | Ineos Grenadiers IGD |
| -------------------- | ---------------------------- | -------------------- |
| Num                  | Ciclista                     | Pos                  |
| 11                   | Egan Bernal (COL)            | 38.                  |
| 12                   | Adam Yates (GBR)             | 96.                  |
| 13                   | Carlos Rodríguez (ESP)       | 94.                  |
| 14                   | Jhonatan Narváez (ECU)       | 90.                  |
| 15                   | Salvatore Puccio (ITA)       | 106.                 |
| 16                   | Pavel Sivakov (RUS)          | 4.                   |
| 17                   | Daniel Felipe Martínez (COL) | NP-4                 |

| Movistar Team MOV | Movistar Team MOV               | Movistar Team MOV |
| ----------------- | ------------------------------- | ----------------- |
| Num               | Ciclista                        | Pos               |
| 21                | Johan Jacobs (SUI)              | 72.               |
| 22                | Gregor Mühlberger (AUT)         | NP-5              |
| 23                | Nelson Oliveira (POR)           | NP-5              |
| 24                | Antonio Pedrero (ESP)           | 55.               |
| 25                | José Joaquín Rojas (ESP)        | 44.               |
| 26                | Einer Rubio (COL)               | 7.                |
| 27                | Gonzalo Serrano Rodríguez (ESP) | 40.               |

| Astana-Premier Tech APT | Astana-Premier Tech APT            | Astana-Premier Tech APT |
| ----------------------- | ---------------------------------- | ----------------------- |
| Num                     | Ciclista                           | Pos                     |
| 31                      | Luis León Sánchez (ESP)            | 30.                     |
| 32                      | Gorka Izagirre (ESP)               | 37.                     |
| 33                      | Rodrigo Contreras (COL)            | 42.                     |
| 34                      | Óscar Rodríguez Garaicoechea (ESP) | 21.                     |
| 35                      | Yuriy Natarov (KAZ)                | 35.                     |
| 36                      | Harold Tejada (COL)                | 65.                     |
| 37                      | Aleksandr Vlasov (RUS)             | 34.                     |

| Bora-Hansgrohe BOH | Bora-Hansgrohe BOH     | Bora-Hansgrohe BOH |
| ------------------ | ---------------------- | ------------------ |
| Num                | Ciclista               | Pos                |
| 41                 | Cesare Benedetti (POL) | 87.                |
| 42                 | Marcus Burghardt (GER) | 101.               |
| 43                 | Patrick Gamper (AUT)   | 51.                |
| 45                 | Jordi Meeus (BEL)      | 112.               |
| 46                 | Daniel Oss (ITA)       | 119.               |
| 47                 | Ben Zwiehoff (GER)     | 19.                |

| EF Education-Nippo EFN | EF Education-Nippo EFN | EF Education-Nippo EFN |
| ---------------------- | ---------------------- | ---------------------- |
| Num                    | Ciclista               | Pos                    |
| 51                     | Hugh Carthy (GBR)      | 41.                    |
| 52                     | William Barta (USA)    | 74.                    |
| 53                     | Jonathan Caicedo (ECU) | 77.                    |
| 54                     | Simon Carr (GBR)       | 93.                    |
| 55                     | Lawson Craddock (USA)  | 75.                    |
| 56                     | Jens Keukeleire (BEL)  | 57.                    |
| 57                     | Hideto Nakane (JPN)    | 104.                   |

| Groupama-FDJ GFC | Groupama-FDJ GFC              | Groupama-FDJ GFC |
| ---------------- | ----------------------------- | ---------------- |
| Num              | Ciclista                      | Pos              |
| 61               | Alexys Brunel (FRA)           | 92.              |
| 62               | Kevin Geniets (LUX) (estrada) | 39.              |
| 63               | Mathieu Ladagnous (FRA)       | 115.             |
| 64               | Sébastien Reichenbach (SUI)   | 10.              |
| 65               | Anthony Roux (FRA)            | 99.              |
| 66               | Lars van den Berg (NED)       | 36.              |
| 67               | Reuben Thompson (NZL)         | 83.              |

| Israel Start-Up Nation ISN | Israel Start-Up Nation ISN | Israel Start-Up Nation ISN |
| -------------------------- | -------------------------- | -------------------------- |
| Num                        | Ciclista                   | Pos                        |
| 71                         | Alexander Cataford (CAN)   | 84.                        |
| 72                         | Itamar Einhorn (ISR)       | 123.                       |
| 73                         | Krists Neilands (LAT)      | DNF-3                      |
| 74                         | Guy Niv (ISR)              | 118.                       |
| 75                         | James Piccoli (CAN)        | 18.                        |
| 76                         | Mads Würtz (DEN) (estrada) | 29.                        |
| 77                         | Sep Vanmarcke (BEL)        | 66.                        |

| BikeExchange BEX | BikeExchange BEX      | BikeExchange BEX |
| ---------------- | --------------------- | ---------------- |
| Num              | Ciclista              | Pos              |
| 81               | Simon Yates (GBR)     | 33.              |
| 82               | Mikel Nieve (ESP)     | 52.              |
| 83               | Sam Bewley (NZL)      | DNF-1            |
| 84               | Choon Huat Goh (SGP)  | DNF-1            |
| 85               | Damien Howson (AUS)   | 116.             |
| 86               | Robert Stannard (AUS) | 70.              |
| 87               | Andrey Zeits (KAZ)    | 43.              |

| UAE Team Emirates UAD | UAE Team Emirates UAD       | UAE Team Emirates UAD |
| --------------------- | --------------------------- | --------------------- |
| Num                   | Ciclista                    | Pos                   |
| 91                    | David de la Cruz (ESP)      | 5.                    |
| 92                    | Andrés Camilo Ardila (COL)  | 11.                   |
| 93                    | Finn Fisher-Black (NZL)     | 76.                   |
| 94                    | Juan Sebastián Molano (COL) | 111.                  |
| 95                    | Cristian Camilo Muñoz (COL) | 69.                   |
| 96                    | Matteo Trentin (ITA)        | 81.                   |
| 97                    | Joe Dombrowski (USA)        | 100.                  |

| Qhubeka NextHash TQA | Qhubeka NextHash TQA              | Qhubeka NextHash TQA |
| -------------------- | --------------------------------- | -------------------- |
| Num                  | Ciclista                          | Pos                  |
| 101                  | Fabio Aru (ITA)                   | 2.                   |
| 102                  | Sander Armée (BEL)                | NP-5                 |
| 103                  | Bert-Jan Lindeman (NED)           | 108.                 |
| 104                  | Domenico Pozzovivo (ITA)          | NP-5                 |
| 105                  | Dylan Sunderland (AUS)            | 117.                 |
| 106                  | Reinardt Janse van Rensburg (RSA) | 85.                  |
| 107                  | Emil Vinjebo (DEN)                | DNF-2                |

| AG2R Citroën Team ACT | AG2R Citroën Team ACT   | AG2R Citroën Team ACT |
| --------------------- | ----------------------- | --------------------- |
| Num                   | Ciclista                | Pos                   |
| 111                   | François Bidard (FRA)   | 48.                   |
| 112                   | Geoffrey Bouchard (FRA) | 9.                    |
| 113                   | Lilian Calmejane (FRA)  | 27.                   |
| 114                   | Mikaël Cherel (FRA)     | 28.                   |
| 115                   | Jaakko Hänninen (FIN)   | NP-5                  |
| 116                   | Marc Sarreau (FRA)      | DNF-5                 |
| 117                   | Damien Touzé (FRA)      | 58.                   |

| Team DSM DSM | Team DSM DSM          | Team DSM DSM |
| ------------ | --------------------- | ------------ |
| Num          | Ciclista              | Pos          |
| 121          | Romain Bardet (FRA)   | 6.           |
| 122          | Thymen Arensman (NED) | 23.          |
| 123          | Alberto Dainese (ITA) | DNF-5        |
| 124          | Nico Denz (GER)       | DNF-5        |
| 125          | Chad Haga (USA)       | 61.          |
| 126          | Chris Hamilton (AUS)  | 82.          |
| 127          | Martijn Tusveld (NED) | 24.          |

| Alpecin-Fenix AFC | Alpecin-Fenix AFC       | Alpecin-Fenix AFC |
| ----------------- | ----------------------- | ----------------- |
| Num               | Ciclista                | Pos               |
| 131               | Jay Vine (AUS)          | 105.              |
| 132               | Floris De Tier (BEL)    | 49.               |
| 133               | Tobias Bayer (AUT)      | 14.               |
| 134               | Lionel Taminiaux (BEL)  | DNF-1             |
| 135               | Edward Planckaert (BEL) | 88.               |
| 136               | Sacha Modolo (ITA)      | 122.              |
| 137               | Scott Thwaites (GBR)    | 97.               |

| Burgos-BH BBH | Burgos-BH BBH        | Burgos-BH BBH |
| ------------- | -------------------- | ------------- |
| Num           | Ciclista             | Pos           |
| 141           | Ángel Madrazo (ESP)  | 20.           |
| 142           | Daniel Navarro (ESP) | DNF-3         |
| 143           | Mario Aparicio (ESP) | 102.          |
| 144           | Jetse Bol (NED)      | 17.           |
| 145           | Carlos Canal (ESP)   | 113.          |
| 146           | Diego Rubio (ESP)    | 95.           |
| 147           | Óscar Cabedo (ESP)   | 80.           |

| TotalEnergies TDE | TotalEnergies TDE         | TotalEnergies TDE |
| ----------------- | ------------------------- | ----------------- |
| Num               | Ciclista                  | Pos               |
| 151               | Jérémy Cabot (FRA)        | DNF-4             |
| 152               | Víctor de la Parte (ESP)  | 25.               |
| 153               | Marlon Gaillard (FRA)     | 64.               |
| 154               | Damien Gaudin (FRA)       | DNF-5             |
| 155               | Christopher Lawless (GBR) | 120.              |
| 156               | Florian Maitre (FRA)      | 103.              |
| 157               | Adrien Petit (FRA)        | DNF-5             |

| Arkéa-Samsic ARK | Arkéa-Samsic ARK          | Arkéa-Samsic ARK |
| ---------------- | ------------------------- | ---------------- |
| Num              | Ciclista                  | Pos              |
| 161              | Winner Anacona (COL)      | 45.              |
| 162              | Diego Rosa (ITA)          | DNF-3            |
| 163              | Thomas Boudat (FRA)       | 121.             |
| 164              | Miguel Flórez López (COL) | 12.              |
| 165              | Matis Louvel (FRA)        | 54.              |
| 166              | Łukasz Owsian (POL)       | 71.              |
| 167              | Kévin Ledanois (FRA)      | 56.              |

| Caja Rural-Seguros RGA CJR | Caja Rural-Seguros RGA CJR | Caja Rural-Seguros RGA CJR |
| -------------------------- | -------------------------- | -------------------------- |
| Num                        | Ciclista                   | Pos                        |
| 171                        | Jon Aberasturi (ESP)       | 107.                       |
| 172                        | Julen Amézqueta (ESP)      | 73.                        |
| 173                        | Álvaro Cuadros (ESP)       | 78.                        |
| 174                        | Jonathan Lastra (ESP)      | 26.                        |
| 175                        | Oier Lazkano (ESP)         | 91.                        |
| 176                        | Sergio Martín (ESP)        | 67.                        |
| 177                        | Jokin Murguialday (ESP)    | 47.                        |

| Equipo Kern Pharma EKP | Equipo Kern Pharma EKP     | Equipo Kern Pharma EKP |
| ---------------------- | -------------------------- | ---------------------- |
| Num                    | Ciclista                   | Pos                    |
| 181                    | Urko Berrade (ESP)         | 16.                    |
| 182                    | Roger Adrià (ESP)          | 15.                    |
| 183                    | Raúl García Pierna (ESP)   | 124.                   |
| 184                    | Francisco Galván (ESP)     | 86.                    |
| 185                    | Jon Agirre (ESP)           | 63.                    |
| 186                    | Carlos García Pierna (ESP) | 50.                    |
| 187                    | Álex Jaime (ESP)           | 109.                   |

| Euskaltel-Euskadi EUS | Euskaltel-Euskadi EUS     | Euskaltel-Euskadi EUS |
| --------------------- | ------------------------- | --------------------- |
| Num                   | Ciclista                  | Pos                   |
| 191                   | Mikel Alonso Flores (ESP) | 125.                  |
| 192                   | Mikel Bizkarra (ESP)      | 59.                   |
| 193                   | Mikel Iturria (ESP)       | 22.                   |
| 194                   | Joan Bou (ESP)            | 31.                   |
| 195                   | Gotzon Martín (ESP)       | 53.                   |
| 196                   | Unai Cuadrado (ESP)       | 46.                   |
| 197                   | Luis Ángel Maté (ESP)     | 68.                   |

| Eolo-Kometa EOK | Eolo-Kometa EOK           | Eolo-Kometa EOK |
| --------------- | ------------------------- | --------------- |
| Num             | Ciclista                  | Pos             |
| 201             | Francesco Gavazzi (ITA)   | DNF-4           |
| 202             | Diego Pablo Sevilla (ESP) | 126.            |
| 203             | Vincenzo Albanese (ITA)   | 62.             |
| 204             | Alejandro Ropero (ESP)    | 89.             |
| 205             | Márton Dina (HUN)         | 110.            |
| 206             | Mark Christian (GBR)      | 32.             |
| 207             | Sergio García (ESP)       | 79.             |

Convenções:
- AB-N: Abandono na etapa "N"
- FLT-N: Retiro por chegada fora do limite de tempo na etapa "N"
- NTS-N: Não tomou a saída para a etapa "N"
- DES-N: Desclassificado ou expulsado na etapa "N"

## UCI World Ranking
A Volta a Burgos outorgará pontos para o UCI World Ranking para corredores das equipas nas categorias UCI WorldTeam, UCI ProTeam e Continental. As seguintes tabelas são o barómetro de pontuação e os 10 corredores que obtiveram mais pontos:
| Posição             | 1.º | 2.º | 3.º | 4.º | 5.º | 6.º | 7.º | 8.º | 9.º | 10.º | 11.º | 12.º | 13.º | 14.º | 15.º | 16.º-30.º | 31.º-40.º |
| Classificação geral | 200 | 150 | 125 | 100 | 85  | 70  | 60  | 50  | 40  | 35   | 30   | 25   | 20   | 15   | 10   | 5         | 3         |
| Por etapa           | 20  | 10  | 5   |     |     |     |     |     |     |      |      |      |      |      |      |           |           |
| Líder               | 5   |     |     |     |     |     |     |     |     |      |      |      |      |      |      |           |           |

| Classificação |          |        |       |       |       |       |
| Posição       | Ciclista | Equipa | Geral | Etapa | Líder | Total |
| ------------- | -------- | ------ | ----- | ----- | ----- | ----- |
| 1.º           |          |        | 200   |       |       |       |
| 2.º           |          |        | 150   |       |       |       |
| 3.º           |          |        | 125   |       |       |       |
| 4.º           |          |        | 100   |       |       |       |
| 5.º           |          |        | 85    |       |       |       |
| 6.º           |          |        | 70    |       |       |       |
| 7.º           |          |        | 60    |       |       |       |
| 8.º           |          |        | 50    |       |       |       |
| 9.º           |          |        | 40    |       |       |       |
| 10.º          |          |        | 35    |       |       |       |